# Солоновка (Бородулихинский район)
Солоновка (каз. Солоновка) — село в Бородулихинском районе Абайской области Казахстана. Входит в состав Новошульбинского сельского округа. Находится примерно в 39 км к юго-востоку от районного центра, села Бородулиха. Код КАТО — 633873600.

## Население
В 1999 году население села составляло 165 человек (82 мужчины и 83 женщины). По данным переписи 2009 года, в селе проживало 139 человек (71 мужчина и 68 женщин).